# Ulstein CX104
Der Schiffstyp CX104 bezeichnet einen Kreuzfahrtschiffstyp der norwegischen Ulstein-Gruppe. Von dem Schiffstyp wurden zwei Einheiten für die US-amerikanische Reederei Lindblad Expeditions, die ihre Schiffe unter der Marke National Geographic betreibt, gebaut, für ein drittes Schiff besteht eine Option.

## Geschichte

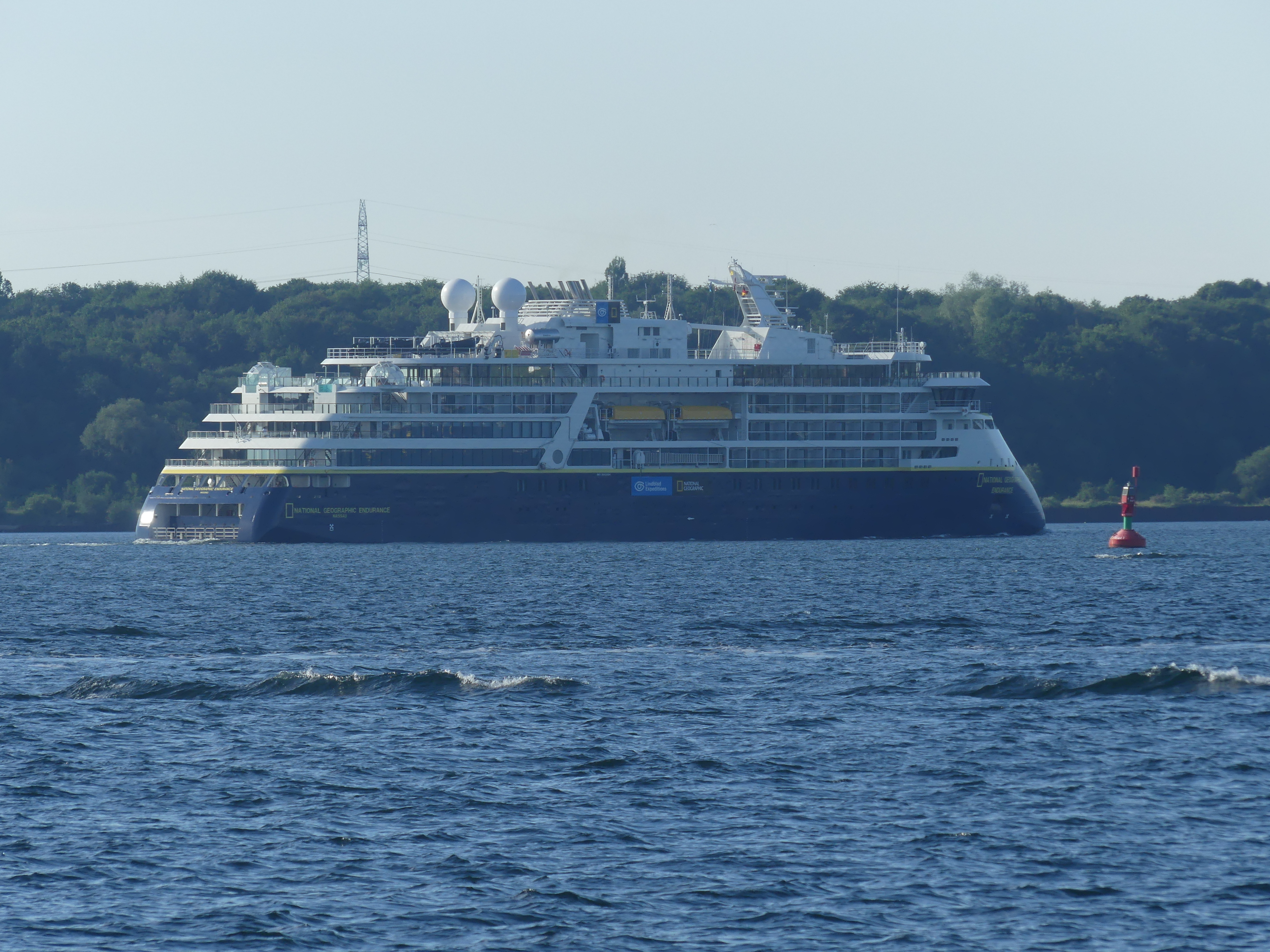
National Geographic Endurance auf der Kieler Förde

Das erste Schiff des Typs wurde im November 2017 von der Lindblad Expeditions Holdings bestellt. Gleichzeitig wurde eine Option auf zwei weitere Einheiten vereinbart. Die Option für ein zweites Schiff des Typs wurde im Februar 2019 erklärt.
Die Schiffsrümpfe wurden von der Crist-Werft in Gdynia zugeliefert. Endausbau und Ausrüstung erfolgten auf der Ulstein Verft in Ulsteinvik.
Der Bau der ersten Einheit, der National Geographic Endurance, begann mit dem ersten Stahlschnitt am 5. Januar 2018. Die Kiellegung fand am 17. März statt. Der Rohbau wurde im April 2019 zur Ulstein Verft geschleppt. Das Aufschwimmen im Baudock erfolgte am 7. Dezember 2019. Das Schiff wurde am 16. März 2020 abgeliefert. Wegen der COVID-19-Pandemie wurde es erst im Juli 2021 getauft und in Dienst gestellt. Die Taufe fand in Reykjavík in Island statt. Die Baukosten für das Typschiff beliefen sich auf rund 135 Mio. US-Dollar.
Der Bau der zweiten Einheit, der National Geographic Resolution, begann mit dem ersten Stahlschnitt am 28. Mai 2019. Die Kiellegung fand am 18. September 2019, das Aufschwimmen im Baudock am 8. Juni 2021 statt. Fertigstellung und Ablieferung erfolgten am 30. September 2021. Das Schiff wurde im November 2021 in Dienst gestellt und am 22. November in der Duse Bay im Weddellmeer getauft.

## Beschreibung
Der Schiffstyp wurde von Ulstein Design & Solutions entworfen. Das Innendesign stammt von Partnership Design in Hamburg.
Die Schiffe werden dieselelektrisch angetrieben. Sie sind mit zwei elektrisch angetriebenen ABB-Propellergondeln ausgerüstet. Für die Stromerzeugung stehen vier Dieselgeneratoren zur Verfügung, die von zwei General-Electric-Dieselmotoren des Typs GE 8L250MDC und zwei General-Electric-Dieselmotoren des Typs 12V250MDC angetrieben werden. Die Motoren für den Antrieb sind in zwei getrennten Maschinenräumen untergebracht.
Die Schiffe sind mit einem Ulstein X-Bow ausgestattet, der insbesondere bei schwerer See das Seeverhalten verbessern und zu einem geringeren Treibstoffverbrauch beitragen soll. Die Schiffe des Typs können auch mit einem herkömmlichen Bug gebaut werden. Sie sind mit Flossenstabilisatoren ausgerüstet, die auch wirken, wenn das Schiff nicht in Fahrt ist. Die Stabilisatoren ermöglichen ein möglichst ruhig liegendes Schiff für die Beobachtung von Meeressäugern oder -vögeln sowie beim Umsteigen auf oder von Beibooten auf See. Der Rumpf der speziell für den Einsatz in den Polargebieten entworfenen Schiffe ist eisverstärkt (Eisklasse PC5, Kategorie A). Die Reichweite der Schiffe beträgt rund 15.000 Seemeilen (bei einer Geschwindigkeit von 12 Knoten).
Die Schiffe verfügen über sechs Passagierdecks. Sie sind unter anderem mit Restaurants, Fitnessraum, Sauna und Aussichtsdecks für die Naturbeobachtung ausgerüstet. Sie führen Zodiac-Festrumpfschlauchboote und Kajaks mit, die z. B. für Landausflüge und Touren abseits der Schiffe genutzt werden können.
An Bord ist Platz für 260 Personen. Die Passagierkapazität beträgt 126 Personen, die in 69 Außenkabinen untergebracht werden können, 57 Doppel- und zwölf Einzelkabinen. Die Passagierkabinen sind auf vier Decks verteilt. Die Besatzungsstärke ist mit 112 Personen angegeben, so dass Platz für weitere 22 Personen ist, darunter beispielsweise Expeditionsleiter und Lektoren.

## Schiffe
| Ulstein CX104                  | Ulstein CX104 | Ulstein CX104 | Ulstein CX104                                      |
| Bauname                        | Bau- nummer   | IMO- Nummer   | Kiellegung Stapellauf Ablieferung                  |
| ------------------------------ | ------------- | ------------- | -------------------------------------------------- |
| National Geographic Endurance  | 312           | 9842554       | 17. März 2018 7. Dezember 2019 16. März 2020       |
| National Geographic Resolution | 316           | 9880685       | 18. September 2019 Oktober 2020 30. September 2021 |

Beide Schiffe sind nach Schiffen bedeutender Entdecker und Polarforscher benannt: Die National Geographic Endurance nach der Endurance des britischen Polarforschers Ernest Shackleton und die National Geographic Resolution nach der Resolution des englischen Seefahrers und Entdeckers James Cook.
Die Schiffe werden unter der Flagge der Bahamas betrieben. Heimathafen ist Nassau.